# Šemovci
Šemovci is een plaats in de gemeente Virje in de Kroatische provincie Koprivnica-Križevci. De plaats telt 576 inwoners (2001).